# آیت الفرسی
آیت الفرسی (به فرانسوی: Ait El Farsi) یک کومون در مراکش است که در استان تنغیر واقع شده‌است. آیت الفرسی ۴٬۵۵۷ نفر جمعیت دارد.